# Zónavédekezés
A zónavédekezés (más néven zónázás) a labdasportokban használt egyik fő védekezési stratégia, amely területet véd. Ezzel szemben áll az emberfogás, amelynek során egy játékos az ellenfél egy meghatározott játékosát követi, „fogja”. A zónavédekezés során a teljes csapat közelebb helyezkedik el saját kapujához, és közösen védekezik.

## Előnyei
- A gyengébben játszók teljesítménye kevésbé hátrányos a csapatra
- A védekező játékosok főleg a labda útját követik („tolódnak a labda felé”)[1]

## Hátrányai
- Kisebb az egyes védekező játékosok egyéni felelőssége
- Könnyen keletkezhetnek „zónarések”, amelyeket az ellenfél kihasználhat
- Az emberfogásnál több gyakorlást igényel[1]